# San Luis Acatlán
San Luis Acatlán là một đô thị thuộc bang Guerrero, México. Năm 2005, dân số của đô thị này là 41884 người.